# Gerda Grönberg-Rove
Gerda Augusta Grönberg-Rove, född Grönberg 4 januari 1860 i Göteborgs Karl Johans församling, Göteborgs och Bohus län, död 3 augusti 1936 i Sankt Matteus församling, Stockholms stad, var en svensk skådespelerska och operettsångerska (sopran). 
Grönberg var elev vid en teaterskola i Göteborg 1876–1879. Hon fick sitt första engagemang vid Nya Teatern i Göteborg 1879–1880 och var därefter på flera olika teatrar, främst i Stockholm, åren 1880–1894. Perioden 1894–1897 var hon vid Svenska Teatern i Helsingfors och 1897–1923 engagerad av Albert Ranft, dock med ett uppehåll på Folkteatern 1912–1914. Hon var åren 1903–1912 gift med disponenten Carl August Rove.
Bland hennes roller märks Boccaccio, Lilla Helgonet, Sköna Helena och senare i livet äldre komiska roller.

## Filmografi
- 1925 – Öregrund-Östhammar

## Teater

### Roller (ej komplett)

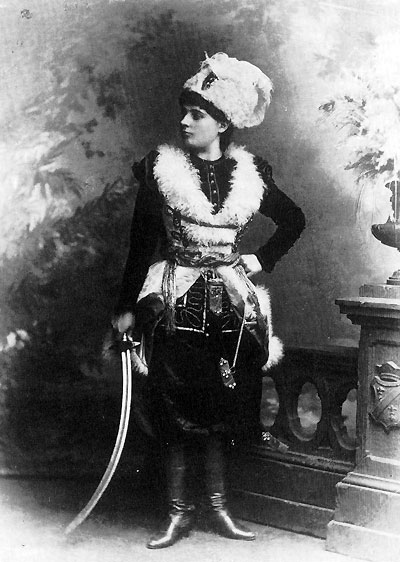
Gerda Grönberg i Tiggarstudenten på Svenska Teatern i Helsingfors 1894.

| År   | Roll                         | Produktion                                                                           | Regi             | Teater            |
| ---- | ---------------------------- | ------------------------------------------------------------------------------------ | ---------------- | ----------------- |
| 1892 | Nancy, Buffs svägerska       | Jack och Bob Edward Jakobowski, Claxson Bellamy och Harry Paulton                    |                  | Vasateatern       |
| 1905 |                              | Både hjärta och hand Charles Lecocq, Charles Nuitter och Alexandre Beaume            |                  | Östermalmsteatern |
| 1905 |                              | Surcouf Robert Planquette, Alfred Duru och Henri Chivot                              | Axel Ringvall    | Östermalmsteatern |
| 1905 | Grevinnan Zebuloff           | Landsvägsriddarna Carl Zeller, Moritz West och Ludwig Held                           |                  | Östermalmsteatern |
| 1905 |                              | d'Artagnan Louis Varney, Paul Verrier och Jules Prével                               |                  | Östermalmsteatern |
| 1906 |                              | Lilla drottningen Léon Xanrof och Michel Carré                                       |                  | Östermalmsteatern |
| 1906 | Hertiginnan                  | Frihetsbröderna Jacques Offenbach, Henri Meilhac och Ludovic Halévy                  |                  | Oscarsteatern     |
| 1907 | Pensionsföreståndarinnan     | Lille hertigen Charles Lecocq, Henri Meilhac och Ludovic Halévy                      |                  | Oscarsteatern     |
| 1907 | Praskowia                    | Glada änkan Franz Lehár, Victor Léon och Leo Stein                                   | Axel Bosin       | Oscarsteatern     |
| 1907 |                              | Talismanen, eller De bägge rödhåriga Johann Nestroy                                  |                  | Oscarsteatern     |
| 1907 |                              | Skytte-Lisa Edmund Eysler och Karl Lindau                                            |                  | Oscarsteatern     |
| 1907 | Arabella                     | Surcouf Robert Planquette och Henri Chivot                                           |                  | Oscarsteatern     |
| 1907 |                              | Boccaccio Franz von Suppé, Camillo Walzel och Richard Genée                          |                  | Oscarsteatern     |
| 1907 |                              | Ambassadören Claude Terrasse, Robert de Flers och Gaston Arman de Caillavet          | Emil Linden      | Oscarsteatern     |
| 1909 | Pia Antonia                  | Skatten Helfrid Lambert                                                              |                  | Oscarsteatern     |
| 1909 | Palmatica                    | Tiggarstudenten Karl Millöcker, Richard Genée och Friedrich Zell                     |                  | Oscarsteatern     |
| 1910 | Csipra                       | Zigenarbaronen Johann Strauss d.y. och Ignaz Schnitzer                               |                  | Oscarsteatern     |
| 1910 | Selika                       | Mahomets paradis Robert Planquette och Henri Blondeau                                |                  | Oscarsteatern     |
| 1917 | Portvaktsfrun                | Jungfruburen Alfred Maria Willner, Heinz Reichert, Franz Schubert och Heinrich Berté |                  | Oscarsteatern     |
| 1917 | Juliana                      | Csardasfurstinnan Emmerich Kálmán, Leo Stein och Béla Jenbach                        | Oskar Textorius  | Oscarsteatern     |
| 1921 | Grevinnan Palmatica Nowalska | Tiggarstudenten Karl Millöcker, Richard Genée och Friedrich Zell                     | Elvin Ottoson    | Oscarsteatern     |
| 1923 |                              | Greven av Luxemburg Franz Lehár, Alfred Maria Willner och Robert Bodansky            | Nils Johannisson | Oscarsteatern     |